# Josep Rosell i Palau
Josep Rosell i Palau (Tremp, 1950) és un escenògraf i director artístic català. Va estudiar a l'Escola EINA. El 1971 va marxar a França, on contactà amb el grup d'artistes catalans coneguts com a Grup Català de París (Jaume Xifra, Joan Rabascall, Antoni Miralda i Bou i Benet Rossell).
El 1974 va anar a Madrid, on va fer ajudant de decoració de Francesc Betriu a la pel·lícula Furia española. També treballà com a ajudant de decoració a Guapa, rica y... especial (1976) i La viuda andaluza (1977), aquesta última de Betriu. Posteriorment va treballar en l'ambientació a La veritat sobre el cas Savolta (1978) d'Antonio Drove i Rèquiem per un camperol (1985) de Francesc Betriu.
Va debutar com a director artístic el 1979 a Los fieles sirvientes de Betriu i La muchacha de las bragas de oro de Vicente Aranda. El 1989 obtindria la seva primera candidatura al Goya a la millor direcció artística per Si te dicen que caí. Seria novament candidat per La pasión turca (1994), En brazos de la mujer madura (1997), La lengua de las mariposas (1999) i Juana la Loca (2001). Finalment li fou concedit per L'orfenat el 2007.
Endemés de la seva activitat cinematogràfica, ha estat professor a l'Institut del Teatre i a l'ESCAC, i el 2002 va muntar l'escenografia de Poe de Dagoll Dagom. També ha participat a les sèries de televisió Crónicas del mal, Carlos, Rey Emperador (2015) i Matadero (2019).

## Filmografia
- El vicari d'Olot (1981)
- La plaça del Diamant (1982)
- Pa d'àngel (1984)
- Si te dicen que caí (1989)
- Un negre amb un saxo (1989)
- Amantes (1991)
- El caso de Carmen Broto a La huella del crimen (1991)
- Monturiol, el senyor del mar (1993)
- La pasión turca (1994)
- Libertarias (1995)
- En brazos de la mujer madura (1997)
- La lengua de las mariposas (1999)
- Juana la Loca (2001)
- Trece campanadas (2002)
- Lisístrata (pel·lícula)
- Cosas que hacen que la vida valga la pena (2004)
- L'orfenat (2007)
- Perdona si te llamo amor (2014)
- Segon origen (2015)